# Manuel Peña López
Manuel Peña López (n. 10 de febrero de 1998, Mendoza) es un tenista argentino. Debutó en el ranking ATP el 12 de agosto de 2015 en el Futuro de Florida, enfrentando a Filipe Brandao, y logrando la victoria y su primer punto ATP. Su preparador físico es Bernardo Carberol, y tiene como sede de entrenamiento el club Harrods de Buenos Aires. Disputó importantes torneos, como Düsseldorf Open, y tuvo la posibilidad de jugar dobles con Janko Tipsarević en el Abierto de Ginebra.
- Datos: Q18573467
- Multimedia: Manuel Peña López / Q18573467